# بانغا تونغي
بانجا تونغي هي العملة الوطنية في تونغا والمعتمدة منذ عام 1967 قبيل استقلالها عن حماية المملكة المتحدة بثلاث سنوات.والبانغا جزء من 100 هاو.وينقسم البانغا بدوره إلى 100 سينيتي.

## أصل الكلمة
بانغا هو الاسم التونغي لنبات إنتادا فاسيولويدس ‏، ويُسمى أيضًا فاصولياء الصندوق أو فاصولياء القديس توماس، وهي كرمة تشبه الفاصولياء تُنتج قرونًا كبيرة ذات بذور كبيرة بنية محمرّة. البذور مستديرة الشكل، يصل قطرها إلى 5 سم. قطرها سم و 1 أو 2 سمكها سم. عند ربطها معًا، تُستخدم كأحزمة للكاحل، وهي جزء من زي رقصة الكايلاو. كما استُخدمت أيضًا كقطع لعب في لعبة رمي الأقراص القديمة، لافو.
في الأول من ديسمبر عام 1806 هاجم التونغيون السفينة المارة بورت أو برنس بالقرب من ليفوكا من أجل الاستيلاء عليها. لكنهم فشلوا، حيث أغرق الطاقم السفينة. لجأ زعيم هاباي، فيناو أولوكالالا ‏، إلى الخطة التالية، لنهب أي شيء ذي قيمة. في جولته التفتيشية، وجد نقود السفينة. ولأنه لم يكن يعرف ما هي النقود، فقد اعتبر العملات المعدنية بمثابة بانجا. وأخيرًا، ولما لم يرَ شيئًا ذا قيمة، أمر بحرق بقايا السفينة؛ كما ورد أن معظم أفراد الطاقم قد قُتلوا أيضًا. وبعد ذلك بكثير، أخبره ويليام مارينر ‏، الناجي الوحيد من هذا الهجوم، أن تلك القطع المعدنية كانت ذات قيمة كبيرة وليست مجرد أحجار لعب. كما نقل مارينر أيضًا البيان التالي لفيناو أولوكالالا عندما بدأ يفهم قيمة هذه القطع إلى البحارة الأوروبيين:
لو صُنعت النقود من الحديد، وأمكن تحويلها إلى سكاكين وفؤوس وأزاميل، لكان من المنطقي تحديد قيمتها؛ ولكن في وضعها الحالي، لا أرى أي معنى. إذا كان لدى رجل بطاطا أكثر مما يحتاج، فليستبدل بعضها بلحم خنزير. [...] لا شك أن النقود أسهل وأكثر ملاءمة، ولكن بما أنها لا تفسد بالاحتفاظ بها، فإن الناس سيدخرونها بدلاً من توزيعها كما ينبغي للزعيم أن يفعل، وبالتالي يصبحون أنانيين. [...] أفهم الآن جيدًا ما يجعل البابالانجي (الرجال البيض) أنانيين للغاية - إنه هذا المال!

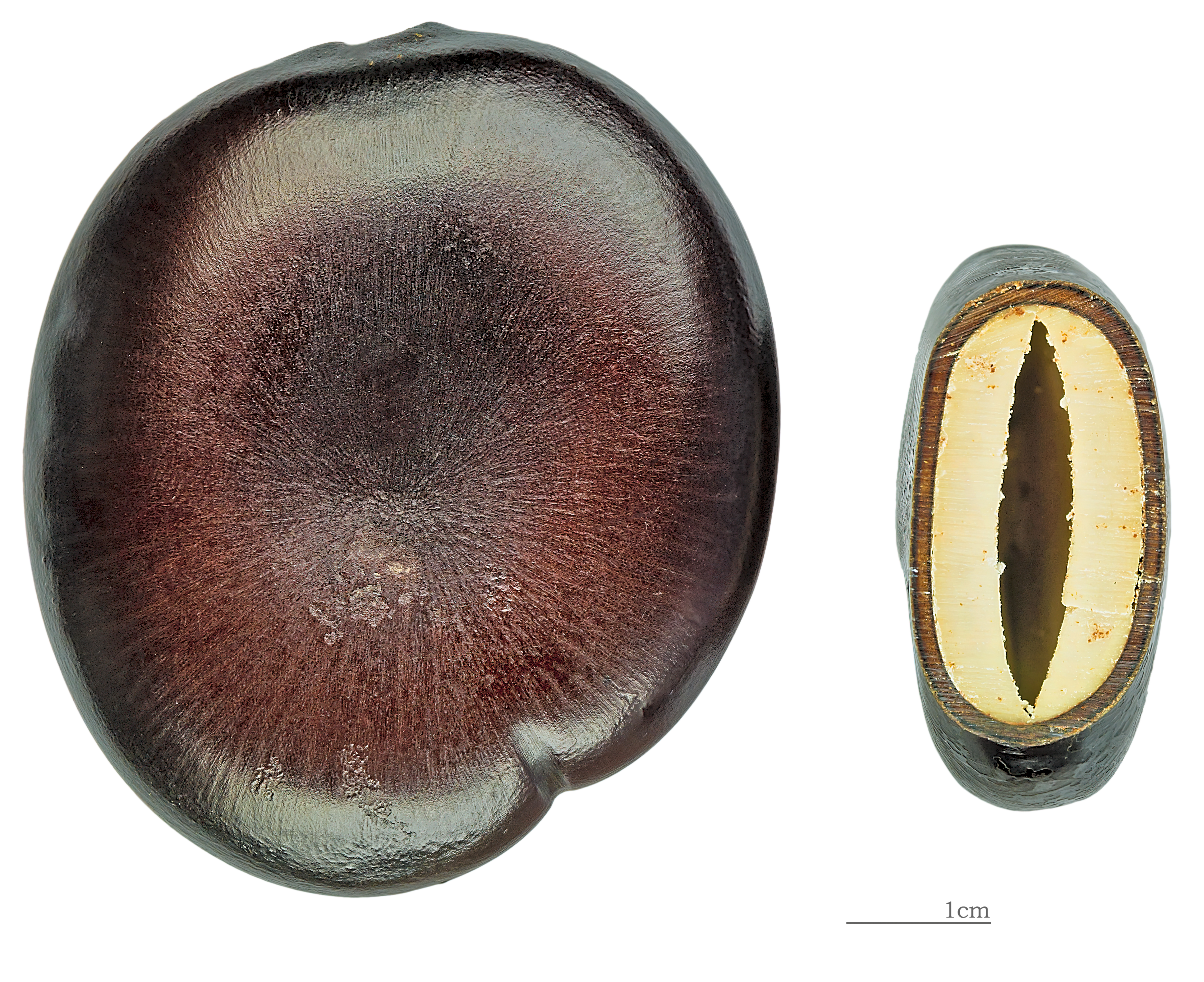
فاصوليا بانغا

عندما قدمت تونا العملة العشرية، قررت عدم تسمية الوحدة الرئيسية بالدولار لأن الكلمة الأصلية، تولا، تُترجم إلى أنف الخنزير، أو النهاية الناعمة لجوز الهند، أو في اللغة العامية، الفم. من ناحية أخرى، تُرجمت كلمة بانyا إلى أموال.

## التاريخ
طُرح البانجا في 3 أبريل/نيسان 1967، وحل محل الجنيه الإسترليني بسعر صرف 1 جنيه إسترليني = 2 بانجا. وحتى 11 فبراير/شباط 1991، كان البانجا مربوطًا بالدولار الأسترالي بسعر الصرف. ومنذ ذلك الحين، تُعتمد سلة عملات، وانخفضت قيمة البانجا باستمرار مقارنةً بالدولار الأسترالي. تصدر أسعار الصرف الرسمية يوميًا من قبل بنك الاحتياطي الوطني في تونغا.

## العملات المعدنية

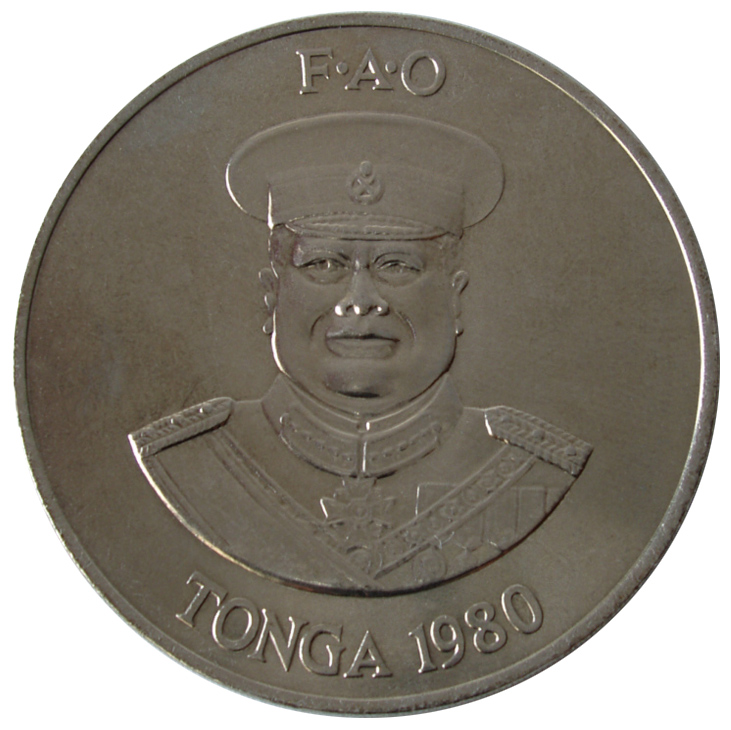
2 عملة بانجا تصور تاوفاهاو توبو الرابع بالزي العسكري.

في عام 1967، طُرحت عملات معدنية متداولة بفئات 1, 2, 5, 10, 20، و50 سينيتي، و1 و2 بانغا. صُكّت عملات 1 و2 سينيتي من البرونز، بينما صُكّت الفئات الأخرى من النحاس والنيكل. سُكّت فئات 50 سينيتي و1 و2 بانغا بأعداد قليلة، إذ صدرت هذه الفئات أيضًا على شكل أوراق نقدية. في عام 1974، طُرحت عملات 50 سينيتي ذات الاثني عشر وجهًا، ولكن استمر إصدار أوراق نقدية من فئة 50 سينيتي حتى عام 1983. في عام 1974، صُكّت عملات 1 سينيتي من النحاس الأصفر بدلًا من البرونز، ثم عادت إلى البرونز في عام 1975.
في عام 1975، صدرت سلسلة جديدة من العملات المعدنية، تتمحور حول منظمة الأغذية والزراعة (الفاو) وإنتاج الغذاء، وتضمنت صورة جديدة للملك. وتبع ذلك سلسلة أخرى تحمل نفس الطابع في عام 1981. واستمر إصدار عملات بانغا 1 و2. وبدءًا من عام 1978، أُعيد تصميم عملات بانغا 1 بشكل مستطيل مبتكر، أو على الأقل فريد من نوعه، بينما ظلت عملة بانغا 2 (الموضحة على اليمين) مستديرة، وظلت واحدة من أكبر العملات المتداولة في العالم في ذلك الوقت (قطرها 44.5 ملم /1.75 بوصة)، وهي أكبر حتى من العملات القياسية "بحجم التاج الإنجليزي". وكان وجها العملتين يتغيران سنويًا لإحياء ذكرى هدف أو مناسبة مختلفة لمنظمة الأغذية والزراعة. كما ظهرت لاحقًا عملات بانغا سباعية الجوانب تحمل طابع عيد الميلاد. مع ذلك، نظرًا لحجم ووزن عملة البانغا الكبيرين، وشكل البانغا الواحد غير المتناسق، لم تتمكن من منافسة عملات البانغا الواحد والبانغاين الورقية التي صدرت في آنٍ واحد، فتوقف إنتاج هاتين الفئتين في ثمانينيات القرن العشرين لانخفاض الطلب التجاري. لا تزال جميع عملات البانغا الواحد والبانغاين قانونية، ولكنها نادرًا ما تُستخدم.
في عام 2002، استُبدل الفولاذ المطلي بالنيكل بالنيكل النحاسي في عملات 10 و20 و50 سينيتي، وفي عام 2005، استُبدل الفولاذ المطلي بالنيكل بالنيكل النحاسي. لم يُطبق هذا التغيير على فئة 5 سينيتي في البداية، إذ كانت كمية العملات المعدنية لا تزال متوفرة في المخزون وقت التغيير. وقد اتُخذت هذه الخطوة لخفض تكاليف إنتاج العملات. كما خُفِّض وزن العملات المعدنية بشكل طفيف، على الرغم من أنها ظلت بنفس الحجم التقريبي للعملات المعدنية القديمة. في عام 2011، دفع الطلب التجاري على عملات 20 و50 سينيتي إلى إصدار هذه الفئات التي تحمل صورة الملك توبو الرابع بعد وفاته، والذي توفي عام 2006. لم يُصنع أو يُختار تصميم وجه جديد لجورج توبو الخامس في ذلك الوقت، ربما بسبب تزايد المخاوف الصحية المتعلقة بالملك الأخير، الذي توفي في مارس 2012.
لفترة وجيزة، حُفرت طوابع تذكارية على بعض العملات المعدنية من فئة أعلى من سلسلة 1967–1968، أُضيفت إليها بعد سكها. وأبرز هذه الطوابع سلسلة "أويل سيرش" التي طُلِيَت بالذهب أو "المُذهَّبة". طُرحت بعض القطع المُعَرَّضة للختم للتداول، لكن العديد منها بِيعَ أيضًا لهواة الجمع.
العملات المعدنية المتداولة حاليًا هي من فئات 1، 2، 5، 10، 20، و50 سينيتي. لا تزال عملات السيني الواحد والسينيتان صالحة للاستخدام، ولكنها أصبحت أقل شيوعًا في التداول نظرًا لارتفاع تكلفة الإنتاج وانخفاض القيمة، وقد لا تتوفر بسهولة إلا بعد أشهر من إصدارها من قِبل البنوك. عادةً ما تُقرّب الأسعار الإجمالية في المتاجر إلى أقرب 5 أو 10 سينيتي.
ظهرت أول سلسلة من العملات المعدنية للملكة سالوتي توبو الثالثة ‏، بعد عامين من وفاتها. رُسم على الوجه الآخر توي ماليلا ‏ (سلحفاة مشعة أهداها جيمس كوك للعائلة المالكة في تونغا عام 1777) على السنتيين الأول والثاني، وحزم قمح ورسم منمق لكوكبة الصليب على السنتيين الخامس والعاشر، وشعار النبالة الملكي التونغي على الفئات الأعلى. منذ عام 1968، ظهرت صورة الملك تاوفاهاو توبو الرابع، متجهةً إلى اليمين، مع إصدار السنة الأولى تخليدًا لذكرى تتويجه. منذ عام 1975، تحمل جميع العملات المعدنية كلمة "تونغا" على الوجه الأمامي ونقش "Fakalahi meʻakai ("ازرع المزيد من الطعام") والفئة النقدية على الوجه الآخر. جميع العملات المعدنية من عام 1975 إلى عام 2011 تحمل شعار منظمة الأغذية والزراعة. يظهر الملك مرتديًا زيًا عسكريًا بشكل عمودي وليس جانبيًا.
في عام 2011، أعلنت تونغا عن خطط لإصلاح سكّها المعدني وطرح سلسلة عملات معدنية جديدة وأكثر حداثة، وذلك بعد فترة وجيزة من قيام جارتيها ساموا وفيجي بذلك. وفي 3 مارس 2015، أعلنت دار سك العملة الملكية الأسترالية عن إنتاج عملات معدنية جديدة سيبدأ تداولها في وقت لاحق من ذلك العام، تحمل صورة الملك توبو السادس. وتناوب كبار الشخصيات، بمن فيهم الأميرة لاتوفويبيكا توكوآهو ‏، على سكّ العملات المعدنية في حفل أقيم. وقالت: "أنا فخورة جدًا ومشرفة لتمكني من سكّ العملات المعدنية اليوم". "هذا أيضًا احتفالًا بتتويج جلالته الذي سيُقام في يوليو."
المواصفات والتصاميم هي:
| قيمة     | القطر    | التركيب   | 1975–1979                  | 1975–1979                                                                    | 1981                       | 1981                                                                         |
| قيمة     | القطر    | التركيب   | وجه العملة                 | العكس                                                                        | وجه العملة                 | العكس                                                                        |
| -------- | -------- | --------- | -------------------------- | ---------------------------------------------------------------------------- | -------------------------- | ---------------------------------------------------------------------------- |
| 1 سنتي   | 18 مم    | برونزي    | الذرة                      | خنزير                                                                        | الذرة                      | الفانيليا                                                                    |
| 2 حساسين | 21 مم    | برونزي    | القرع                      | منظمة "الأسر المخططة" تقدم الطعام للجميع، ستة أشخاص يمسكون بأيدي بعضهم البعض | القلقاس                    | منظمة "الأسر المخططة" تقدم الطعام للجميع، ستة أشخاص يمسكون بأيدي بعضهم البعض |
| 5 حساسين | 19 مم    | نحاس نيكل | دجاج مع فراخ               | الموز                                                                        | دجاج مع فراخ               | جوز الهند                                                                    |
| 10 سنتي  | 24 مم    | نحاس نيكل | الملك تاوفاهاو توبو الرابع | رعي الماشية                                                                  | الملك تاوفاهاو توبو الرابع | الموز على الشجرة                                                             |
| 20 سنتي  | 29 مم    | نحاس نيكل | الملك تاوفاهاو توبو الرابع | النحل والخلية                                                                | الملك تاوفاهاو توبو الرابع | البطاطا                                                                      |
| 50 سنتي  | 32–33 مم | نحاس نيكل | الملك تاوفاهاو توبو الرابع | الأسماك حول الدوامة                                                          | الملك تاوفاهاو توبو الرابع | الطماطم                                                                      |

| قيمة     | القطر | التركيب                | 2015                   | 2015                |
| قيمة     | القطر | التركيب                | وجه العملة             | العكس               |
| -------- | ----- | ---------------------- | ---------------------- | ------------------- |
| 5 حساسين | 17 مم | الفولاذ المطلي بالنيكل | الملك توبو السادس      | هيلالا              |
| 10 سنتي  | 19 مم | الفولاذ المطلي بالنيكل | الملك توبو السادس      | مالاو               |
| 20 سنتي  | 21 مم | الفولاذ المطلي بالنيكل | الملك توبو السادس      | كاليا               |
| 50 سنتي  | 24 مم | الفولاذ المطلي بالنيكل | الملك توبو السادس      | ميلولوا             |
| 1 بانغا  | 24 مم | برونز الألومنيوم       | الملك جورج توبو الخامس | شعار النبالة لتونغا |

ويظهر الملك مواجهًا للأرقام 10 و20 و50، تحت الأحرف الأولى من اسم المنظمة (FAO).

## الأوراق النقدية
في عام 1967، قدمت الحكومة أوراقًا نقدية (تحمل صورة الملكة سالوتي توبو الثالثة ‏) بفئات و 1 و 2 و 5 و 10 بانجا. منذ عام 1974، ظهرت صورة الملك تاوفاهاو توبو الرابع على الأوراق النقدية. صدرت أوراق نقدية من ⁄ نصف بانغا حتى عام 1983، ثم طُرحت أوراق نقدية من فئة 20 بانغا عام 1985، تلتها فئة 50 بانغا عام 1988. في عام 1992، تولى بنك الاحتياطي الوطني في تونغا إنتاج العملات الورقية. في 30 يوليو 2008، طُرحت سلسلة أوراق نقدية جديدة بميزات أمنية معززة تحمل صورة جورج توبو الخامس وتصميمًا جديدًا. خلال هذا الإصدار، طُرحت لأول مرة ورقة نقدية من فئة 100 بانغا.
يحمل وجه العملة الورقية التونغية نصًا باللغة التونغية، ويظهر صورة الملك. أما الوجه الآخر، فهو باللغة الإنجليزية، ويُظهر زخارف ومعالم مميزة لتونغا: هاامونغا ماوي ‏ تريليثون، وحوت أحدب، وتلال دفن، وطلاب مدارس ولاعبو رجبي، والقصر الملكي، وبنك التنمية التونغي، وميناء فافاو (مرتين، إحداهما مصورة كما كانت حوالي عام 1900، والأخرى بتصوير معاصر)، وصناعة نغاتو.
في 29 يونيو 2015، أصدر بنك الاحتياطي الوطني في تونغا فئة جديدة من أوراق البانجا النقدية بست فئات، من 2 إلى 100 بانجا. صُنعت أوراق 50 و100 بانجا من مادة هجينة من الورق والبوليمر ‏. وتحمل هذه الأوراق صورة الملك الحالي لتونغا، توبو السادس.

في 4 ديسمبر 2023، قدم بنك الاحتياطي الوطني في تونغا عائلة جديدة من ستة أوراق نقدية للاحتفال بعيد ميلاد جورج توبو الأول.

## سعر الصرف TOP الحالي
| من Yahoo! Finance: | AUD CAD CHF EUR GBP HKD JPY USD NZD JPY USD |
| من XE.com:         | AUD CAD CHF EUR GBP HKD JPY USD NZD JPY USD |
| من Investing.com:  | AUD CAD CHF EUR GBP HKD JPY USD NZD JPY USD |
| منOANDA.com:       | AUD CAD CHF EUR GBP HKD JPY USD NZD JPY USD |